# Hanna Segal
Hanna Maria Segal, geborene Hanna Maria Poznańska (* 20. August 1918 in Łódź; † 5. Juli 2011 in London) war eine britische Psychoanalytikerin, Psychiaterin und Hochschullehrerin, die – neben Wilfred Bion und Herbert Rosenfeld – als „Autorität in der psychoanalytischen Behandlung von psychotischen Patienten“ gilt.

## Leben
Hanna Poznanska wurde in einer bürgerlichen jüdischen Familie in Łódź geboren. Ihre Schwester Wanda verstarb im Alter von zweieinhalb Jahren und eine weitere Schwester im Alter von vier Jahren. Beruflichen Rückschläge ihres Vaters, Czesław Poznański (1885–1957), einem Anwalt, führten dazu, dass er sich im Jahre 1931 in der Schweiz niederließ, wo er Herausgeber des „Journal des Nations“ wurde, einer 1938 verbotenen antifaschistischen Schweizer Zeitung. Ihre Mutter war Isabella Poznanska, geborene Weintraub, sie war mit der französischen Psychoanalytiker Eugénie Sokolnicka befreundet.
Zunächst begann sie ein Studium an der École internationale de Genève. Dort lernte sie auch Eugénie Sokolnicka kennen, eine Freundin ihrer Mutter, von der sie zum ersten Mal von Psychoanalyse hörte. Im Jahre 1934 kehrte Hanna Poznanska nach Warschau zurück, um dort ihr Abitur zu absolvieren und Medizin an der Warschauer Universität zu studieren. Bei Beginn des Zweiten Weltkriegs war sie gerade in Paris, wohin ihre Eltern seit 1938 ihren Lebensmittelpunkt verlegt hatten. Hanna engagierte sich politisch für die Polnische Sozialistische Partei. Als das nationalsozialistische Deutschland am 1. September 1939 in Polen einfiel, war sie zufällig in Frankreich bei ihren Eltern im Urlaub. Sie setzte dann ihr Medizinstudium in Paris fort, wo sie im Jahre 1940 wieder vor den deutschen Besatzungstruppen nach Großbritannien fliehen musste. 1943 promovierte sie an der Polish Medical School der Edinburgh University. In Edinburgh war sie ein Jahr lang bei dem Kleinianer David Matthew in Lehranalyse, bis sie 1943 nach London ging, um sich am Institute of Psychoanalysis ausbilden zu lassen. Gleichzeitig arbeitete sie als Ärztin am Paddington Green Hospital und als Psychiaterin am Long Grove Hospital. Ihre Lehranalyse setzte Segal bei Melanie Klein fort die sie 1945 als eine ihrer wichtigsten Schülerinnen beendete. Im Jahre 1945 beendete sie ihre psychoanalytische Ausbildung und wurde 1949 ordentliches Mitglied der British Psychoanalytical Society, ihren Einführungsvortrag hielt sie zum Thema „Some aspects of the analysis of a schizophrenic“. Im Jahre 1952 wurde sie zur Lehranalytikerin ernannt. Später wurde Hanna Segal, von 1977 bis 1980, in das Amt als Präsidentin der British Psychoanalytical Society gewählt.
Im Jahre 1946 heiratete sie den Mathematiker Paul Segal, der 1996 verstarb. Das Paar hatte drei Söhne, Michael Segal, einen Beamten, den Mathematiker Dan Segal und den Philosophen Gabriel Segal. Hanna Segal wurde enge Mitarbeiterin und Mitstreiterin Melanie Kleins und eine der wichtigsten Vertreterinnen der Objektbeziehungstheorie. Im Jahr 1987 hielt sie den renommierten Freud Memorial Chair am University College London.

## Werk
Von Segal stammt das Konzept der symbolischen Gleichsetzung. Sie unterscheidet zwischen zwei Arten von Symbolen: echte und unechte Symbole. Ein echtes Symbol hat eine repräsentative Funktion, es steht für etwas anderes, das nicht gegenwärtig sein muss. Ein unechtes Symbol hingegen hat keine repräsentative Funktion. Der Unterschied zwischen Symbol und Symbolisierten ist für die Person nicht sichtbar. Das Symbol wird mit dem symbolisierten Objekt gleichgesetzt, so dass die beiden als identisch erlebt werden.
Beispiel für symbolische Gleichsetzung: Ein König hat eine Schlacht verloren. Ein Bote bringt ihm die Nachricht von der verlorenen Schlacht auf einem Blatt Papier. Als der König die Nachricht liest, ist er erzürnt. Er verbrennt das Blatt Papier, danach lässt er den Boten köpfen. Die Nachricht (Symbol für die verlorene Schlacht) wird mit dem Symbolisierten (die verlorene Schlacht) gleichgesetzt. Die Logik lautet: Wird das Symbol zerstört, so wird auch das Symbolisierte zerstört, so als gäbe es zwischen Symbol und Symbolisierten keinen Unterschied.
Nach Segal vollzieht sich die normale Entwicklung im Denken durch die Entwicklung von unechter zu echter Symbolbildung. Die Fähigkeit, psychischen Schmerz zu tolerieren, gehe mit der Fähigkeit zur echten Symbolbildung einher.